# NTR (Niederlande)

Aktuelles Logo

NTR (Eigenschreibweise: ntr:) ist ein niederländischer öffentlich-rechtlicher Rundfunk. Er ging am 1. September 2010 aus den bisherigen Anstalten NPS, Teleac und RVU hervor.
Schwerpunkte von NTR sind Information, Bildung und Kultur. Der Doppelpunkt im Logo steht nach eigenen Angaben für die Inhalte, die der Sender liefert. Vorsitzender ist Joop Daalmeijer (zuvor NPS).

## Geschichte der Vorgänger
Die Nederlandse Programma Stichting entstand am 1. Januar 1995, als diese die Aufgaben der Nederlandse Omroep Stichting (NOS) übernahm, kulturelle, informative, Minderheiten- und Jugendprogramme auszustrahlen. Bis 2006 sendete die NPS Fernsehsendungen vornehmlich über den Sender Nederland 3, nach einer Programmreform, die alle Programme der NPO betraf, liefen sie auch auf den anderen beiden Sendern.
Vorsitzender der NPS war Roger van Boxtel, der auch Mitglied der Partei Democraten 66 ist. Der Allgemeine Direktor, Willem van Beusekom, verstarb am 21. Mai 2006. Nachfolger wurde Joop Daalmeijer.
Nach Plänen des Kabinetts Jan Peter Balkenende II hatte es den Anschein, dass die NPS im Jahr 2008 aufgelöst worden wäre. Als Grund hierfür wurde unter anderem angeführt, dass die mitgliedslose NPS (im Gegensatz zu anderen niederländischen Sendeanstalten) nicht in das neue System gepasst hätte, welches das Kabinett für den Öffentlichen Rundfunk vor Augen hatte. Durch den Zusammenbruch der Regierungskoalition „Balkenende II“ wurden diese Pläne jedoch verworfen, die NPS wurde nicht aufgelöst.
Im Jahr 2006 strahlte die NPS die Serie „Fok jou!“ aus. In diesem auf Tatsachen beruhenden Seriendrama aus fünf Folgen gerät ein ganz normales 14-jähriges Mädchen auf die Straße, später in die Jugendstrafanstalt. Die Hauptrolle in dieser Serie spielt Rosita Wolkers, Enkelin des Schriftstellers Jan Wolkers.
Teleac (Televisie academie) wurde 1966 als bildender Rundfunk gegründet. 1996 fusionierte sie mit NOT (Nederlandse Onderwijs Televisie; gegründet 1962)
RVU wurde 1930 als Radio Volksuniversiteit vom Bond van Nederlandse Volksuniversiteiten gegründet. Kernpunkte des Rundfunks, der erst ab 1983 Fernsehsendungen ausstrahlte und sich damit in RVU educatieve omroep umbenannte, waren Lebenseinstellung, Ideologie und Religion, die Sendungen galten als stimulierend.

## Sendungen
Gemäß dem niederländischen Mediengesetz produziert NTR ein umfangreiches Programm, über das kulturelle und ethnische Minderheiten ihre Zugehörigen erreichen können. Ein Beispiel ist das Programm „Lijn5“, das die urbane Jugend-Subkultur zu erreichen versucht.
Eine andere bekannte, von NTR produzierte Serie ist Dunya & Desie (zuvor NPS), welche von zwei Mädchen verschiedener Herkunft handelt. Die Serie wurde mit vielen Preisen ausgezeichnet und in Deutschland vom ZDF ausgestrahlt.
Ebenfalls im Programm befinden sich die populären Kindersendungen Sesamstraat und Het Klokhuis. Letzteres Format ist wegen seiner Mischung aus Wissensfragen und Sketchen auch bei Erwachsenen beliebt und entfernt mit der Sendung mit der Maus vergleichbar.
Auch hält NTR die Rechte an der US-Serie Six Feet Under.
Am 6. September 2010, wenige Tage nach dem Sendestart von NTR, startete auf Nederland 2 die neue Nachrichtensendung Nieuwsuur, eine Kooperation von NOS und NTR. Sie ist der Nachfolger von NOVA/Den Haag Vandaag, einer Sendung mit Hintergrundberichten zum Weltgeschehen. Die Sendung lief 1992 zum ersten Mal. Der Name NOVA (lateinisch „neu“) ist ein Portemanteau aus NOS und VARA, den zuständigen Anstalten. Nach deren Gründung stieg 1995 auch NPS ein. Nieuwsuur bringt im Gegensatz zu NOVA auch aktuelle Nachrichten und Sportmeldungen.